# Brvi
Brvi este o localitate din comuna Brežice, Slovenia, cu o populație de 28 de locuitori.